# Exploitation de l'uranium en Limousin
L'ancienne région administrative française du Limousin est marquée, dans la seconde moitié du XXe siècle, par l'exploitation de plusieurs mines d'uranium destinées à alimenter le programme nucléaire national, civil comme militaire.
Sur l'ensemble de la période productive, le Limousin compte près de 40 mines d'uranium, exploitées de manière souterraine ou à ciel ouvert. L'essentiel de cette extraction est réalisé au sein de la division minière de la Crouzille, localisée dans le département de la Haute-Vienne, à l'ouest des monts d'Ambazac, à environ 20 km au nord de Limoges. D'autres mines ont aussi fonctionné dans le nord du département, ainsi que dans la Corrèze et la Creuse. La dernière de ces mines ferme en 2001. Outre les mines, la région compte deux sites de traitement du minerai et 5 sites de stockage des résidus.
Le minerai extrait des mines du Limousin représente environ 40 % à 46 % de la production nationale d'uranium,, soit 32 000 à 35 000 tonnes d'uranium produites. Cette activité a généré 79 millions de tonnes de stériles miniers et 20 millions de tonnes de résidus, dont la gestion suscite parfois débats et controverses.

#### Contexte géographique

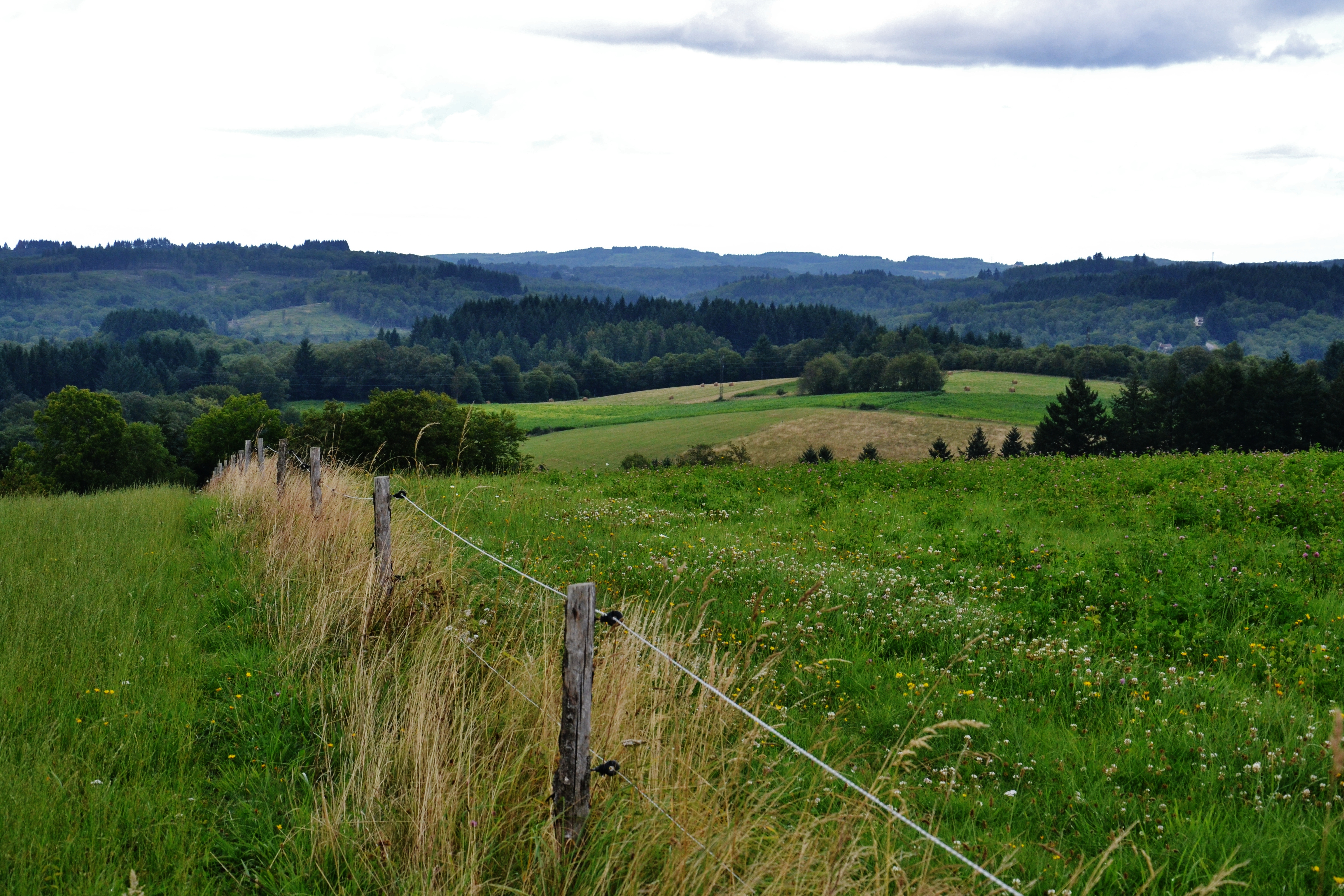
Paysage des monts d'Ambazac.

## Historique

### Contexte initial

#### Contexte géologique

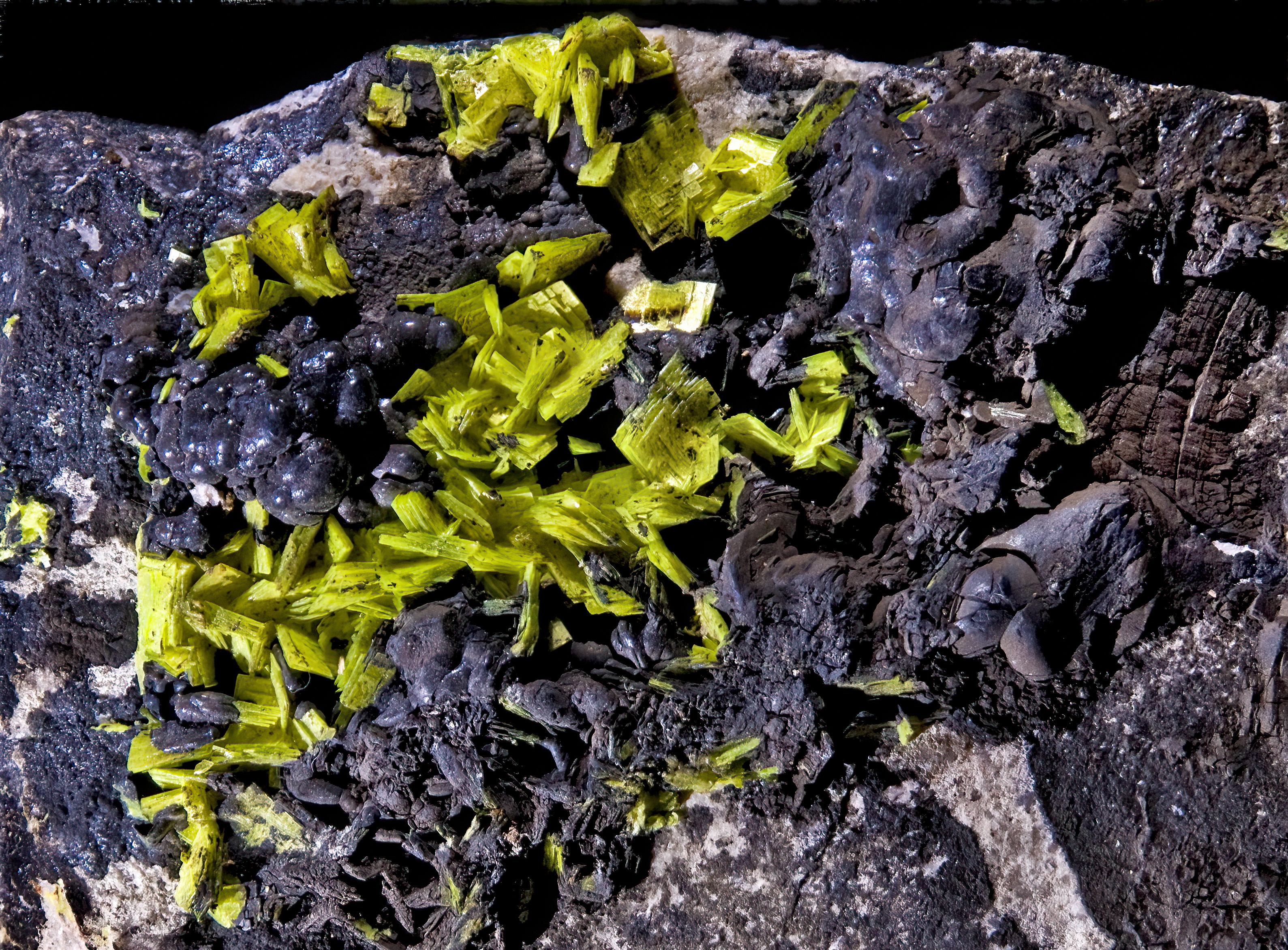
Autunite provenant de la mine de Vénachat, près de Compreignac (Haute-Vienne).

La richesse du Limousin en matière d'uranium tient à l'association des filons aux leucogranites d'âge hercynien tardif (ou « granites à deux micas »), qui sont la variété de granite la plus riche en uranium, et qui doivent leur présence à l'appartenance du Limousin au Massif central. Ces granites sont précisément appauvris en quartz, et doivent leur forte teneur en micas à la présence de nombreuses cavités en leur sein, créées par la circulation de fluides chauds et agressifs, et où se déposent uranium et autres minerais.
En Limousin, le minerai d'uranium est essentiellement constitué d'oxydes et de silicates d'uranium, comprenant la pechblende, la coffinite et l'uraninite. Cette présence de l'uranium est liée à la dégradation du leucogranite.
Le Limousin est un territoire caractérisé par une radioactivité naturelle notable, supérieure à la moyenne, due à sa géologie, dominée par les terrains granitiques, plus riches en radionucléides (dont l'uranium et les différents produits de sa chaîne de désintégration, comme le radon).
En 1958, Jean (1922-2004) et Jacqueline Sarcia (1924-2009) produisent une étude complète du contexte géologique et une analyse pétrographique de la zone dite « Nord-Limousin ». Les deux géologues s'impliquent d'ailleurs fortement dans le développement de la division minière de la Crouzille, lui comme premier directeur de l'école de prospection, elle comme responsable du laboratoire,

#### Contexte historique
Les études menées en France depuis la Révolution ont permis de dégager trois types de minerai uranifère : l'autunite, découverte en 1800 en Saône-et-Loire, la chalcolite découverte en 1852 dans l'Aveyron et la pechblende découverte en 1927 à Saint-Rémy-sur-Durolle, dans le Puy-de-Dôme, exploités à modeste échelle durant l'Entre-deux-guerres. L'issue de la Seconde Guerre mondiale et les incertitudes nées de l'enclenchement de la Guerre froide incitent l'État à faire de la France une puissance nucléaire, et en parallèle de développer la filière civile pour la production future d'électricité. 
Au XIXe siècle, la recherche de pegmatites nécessaire à l'utilisation du feldspath pour la fabrication de la porcelaine de Limoges permet déjà d'attester l'identification de minéraux uranifères (autunite, chalcolite, uranocre). Ces indices s'avèrent cruciaux dans la mise en place des prospections du siècle suivant.
Certaines sources rapportent que Pierre et Marie Curie, connus pour leurs recherches scientifiques sur la radioactivité et co-découvreurs du radium et du polonium en 1898, prospectent déjà dans la région au début du XXe siècle.
Au début du XXe siècle, les prospections visant le kaolin nécessaire à la fabrication de la porcelaine de Limoges, et qui aboutissent notamment à la mise en activité des carrières de La Jonchère, permettent aussi de relever des indices propices à la découverte de minerai d'uranium.

### Débuts de l'exploitation
Avant et après la Seconde guerre mondiale, les travaux de recherche d'Aimé Laurent, géologue amateur à Compreignac, suscitent l'intérêt des prospecteurs professionnels. En octobre 1947, le CEA diligente une première prospection structurée au village de Chabannes, au bord de l'étang de la Crouzille. Les recherches se poursuivent ensuite vers le sud-est, le long de la route reliant la Crouzille à Ambazac. Une deuxième mission est mise en place en 1948. Après approfondissement de la tranchée, un premier échantillon de pechblende massive, le premier du territoire français, est retiré le 25 novembre 1948, dans le pré de Lucien Cantiant. C'est début 1949 que les prospecteurs du tout nouveau Commissariat à l'énergie atomique annoncent ainsi avoir découvert un filon de pechblende dans les monts d'Ambazac. Le 21 février de cette année-là, le quotidien régional Le Populaire du Centre se demande dans son titre si « le gisement d'uranium de Saint-Sylvestre [est] le plus riche qui ait été découvert au monde. » Dans ladite commune, la mairie lance très rapidement un appel à des ouvriers terrassiers pour entamer l'exploitation, qui suscite une réelle effervescence médiatique. Les journalistes André-Robert Soulier et Claude Lacan sont à l'origine de cette révélation, qui suscite d'emblée l'intérêt de la Chambre de commerce et d'industrie de Limoges et de la Haute-Vienne.

« Les habitants de Saint-Sylvestre en sont à se demander si toutes les pierres de leurs champs ne renferment pas un peu du précieux u238. »

Raoul Dautry, délégué du gouvernement au Commissariat à l'énergie atomique, permet que soit délivré un permis d'exploitation sur une superficie de 130 km2.
La découverte des filons limousins se fait en même temps que ceux des Bois Noirs, dans le Forez, et succède à celle de Lachaux, dans le Puy-de-Dôme, dont les gisements, déjà épuisés dans les années 1950, permettent la mise au point de la pile atomique Zoé,.
La première mine du Limousin, à Saint-Sylvestre, est baptisée « Henriette », prénom de l'épouse du géologue Marcel Roubault. Le minerai des premières années permet de produire l'uranium des piles atomiques qui succèdent à Zoé et alimente le site nucléaire de Marcoule. Cette mine pionnière est exploitée jusqu'en 1957.

### Essor

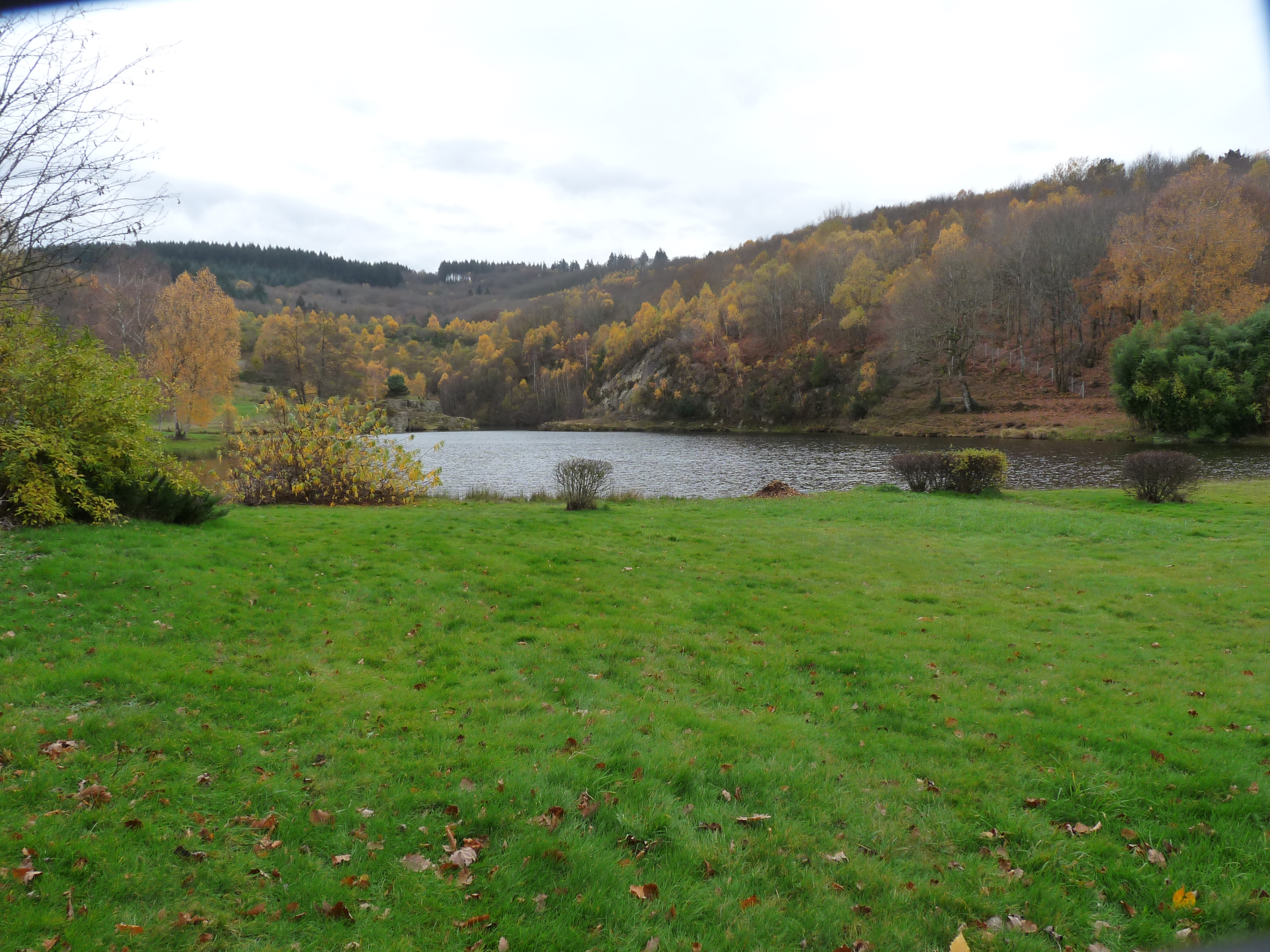
Le lac de puy de l'Âge, à Bersac-sur-Rivalier, occupe une ancienne mine d'uranium.

L'essor de l'activité haut-viennoise conduit le CEA à installer en 1956 le centre de formation de ses prospecteurs à Razès, au nord de Limoges. Il y reste jusqu'en 1987.
L'usine de traitement du minerai de Bessines est ouverte en 1958. Elle assure la production d'uranium concentré sous forme de yellowcake, et traite le minerai du Limousin, du Forez et des mines privées du Massif central.
En 1960, l'activité de la division minière de la Crouzille se concentre sur trois premières mines, au Brugeaud (Bessines), à Fanay et à Margnac, en plus du Centre de formation et de perfectionnement, de la laverie-pilote de Bessines et de l'usine de traitement du minerai. Elle emploie 750 agents, 400 mineurs de fond et de carrière et 220 ouvriers en surface. Certaines installations bénéficient de la visite officielle du président Charles de Gaulle en mai 1962, accompagné des ministres Gaston Palewski, Roger Frey et Raymond Triboulet. Le poids politique et économique du bassin minier se traduit dans l'élection de plusieurs cadres aux postes de maires et conseillers généraux du secteur, comme André Gagnadre (maire d'Ambazac de 1971 à 2001 et conseiller général du canton d'Ambazac de 1973 à 2004), même si certains élus se plaignent du manque de retombées économiques locales, et du poids financier de l'entretien du réseau routier emprunté par les camions.
Parallèlement, les compagnies privées engagent elles aussi des prospections : la Compagnie minière et métallurgique d'Indochine identifie le gisement du Bernardan, à Jouac, qui s'avère l'un des plus riches de France.
Dès 1969, la demande nationale en minerai baisse. Les mines françaises sont en surproduction. Les effectifs employés baissent légèrement au début de la décennie 1970. Le premier choc pétrolier relance toutefois fortement l'intérêt de l'uranium : le nombre d'employés (1 200 au total en cumulant les mines, le traitement et l'établissement de Limoges) et la production repartent à la hausse. La productivité des mines bénéficie aussi de la création de la Compagnie générale des matières nucléaires (COGEMA), qui remplace en 1976 le direction de la production du CEA. C'est aussi à cette époque que de premières tensions sociales naissent parmi les employés.
En 1974, la production d'uranium en Limousin représente la moitié du résultat national, pour un équivalent énergétique de 15 millions de tonnes de charbon, soit davantage que la production des bassins miniers du Nord et de Lorraine. En 1977, la région fournit 46 % de la production nationale, 1 000 tonnes de yellowcake par an, employant environ 1 600 personnes. Les pics de production sont atteints au début de la décennie 1980.
Au plus fort de son activité, l'unité de concentration chimique du minerai d'uranium de Bessines-sur-Gartempe traite 200 000 tonnes de minerai par an. On estime que durant toute son histoire, elle a permis de générer suffisamment d'électricité pour alimenter la ville de Limoges durant un millénaire.
En 1982, le maire de Limoges et président du conseil régional du Limousin Louis Longequeue demande que l'État engage la construction d'un réacteur expérimental en Limousin, en contrepartie de la contribution de la région à l'industrie nucléaire nationale. Le président François Mitterrand déclare que conformément à l'idéal « vivre et travailler au pays », le gouvernement répondra favorablement à la suggestion si les élus locaux se mettent d'accord sur le projet. Mais l'idée reste sans suite, faute de réelle discussion engagée entre les responsables régionaux et les autorités de l'industrie.
Dans les années 1970 et 1980, des polémiques naissent de la décision d'utiliser certains sites miniers pour entreposer des déchets radioactifs issus de l'usine du Bouchet en région parisienne, et de l'usine de Narbonne-Malvézy. C'est à cette époque qu'émergent les premières réflexions et prises de position relatives à la gestion des sites et à leur impact environnemental et sanitaire.

### Déclin et fermeture
Dans les années 1980, certaines mines commencent à fermer, en raison d'une teneur en minerai jugée trop faible. Le 8 mars 1989, et pendant trois jours, une centaine de mineurs de la COGEMA envahit l'enceinte du nouvel hôtel de région à Limoges, pour réclamer l'annulation du plan de licenciement annoncé par la direction de l'entreprise.
Le 14 mars 1991, le directeur de la division minière de la Crouzille annonce la fin de l'extraction et du traitement du minerai d'uranium des sites limousins pour la fin 1996. Les raisons de cette cessation d'activité sont multiples, tenant principalement à la découverte de nouveaux filons au Canada et en Afrique, bien plus rentables, et à l'appauvrissement des gisements haut-viennois. Mille emplois directs et deux mille emplois induits sont condamnés ; le manque à gagner pour l'économie régionale est évalué à 500 millions de francs. De nombreux puits sont démolis dans les années qui suivent ; l'usine de Bessines est supprimée en 1997.
En 2000, peu après le lancement du chantier du laboratoire de Bure, préfiguration du centre de stockage de déchets nucléaires en couche géologique profonde, une « mission Granite » est mise en place par l'État pour déterminer un site de stockage en contexte granitique, conformément aux dispositions de la loi Bataille. 15 secteurs sont alors pré-sélectionnés, parmi lesquels figurent cinq sites en Limousin : Saint-Barbant-Port-de-Salles (Charente, Vienne et Haute-Vienne), Saint-Julien-le-Vendômois (Corrèze et Haute-Vienne), Auriat (Creuse et Haute-Vienne), Crocq-Fernoël (Creuse et Puy-de-Dôme) et Piégut-Pluviers (Dordogne et Haute-Vienne),. Cette sélection fait suite à l'abandon d'un premier site granitique situé dans la Vienne, étudié avant 1998,,. En raison de vives oppositions locales, le projet est retiré,. Le rapport de la mission Granite stipule que les refus en Limousin doivent en partie au mauvais souvenir laissé par l'exploitation des mines.
La dernière mine, celle de Jouac, exploitée par la Cogema à partir de 1993, ferme en mai 2001,. Sa teneur en uranium y était de 0,006 %, jugée faible mais encore bonne au regard des coûts de production.

### Après-mine

#### Gestion environnementale

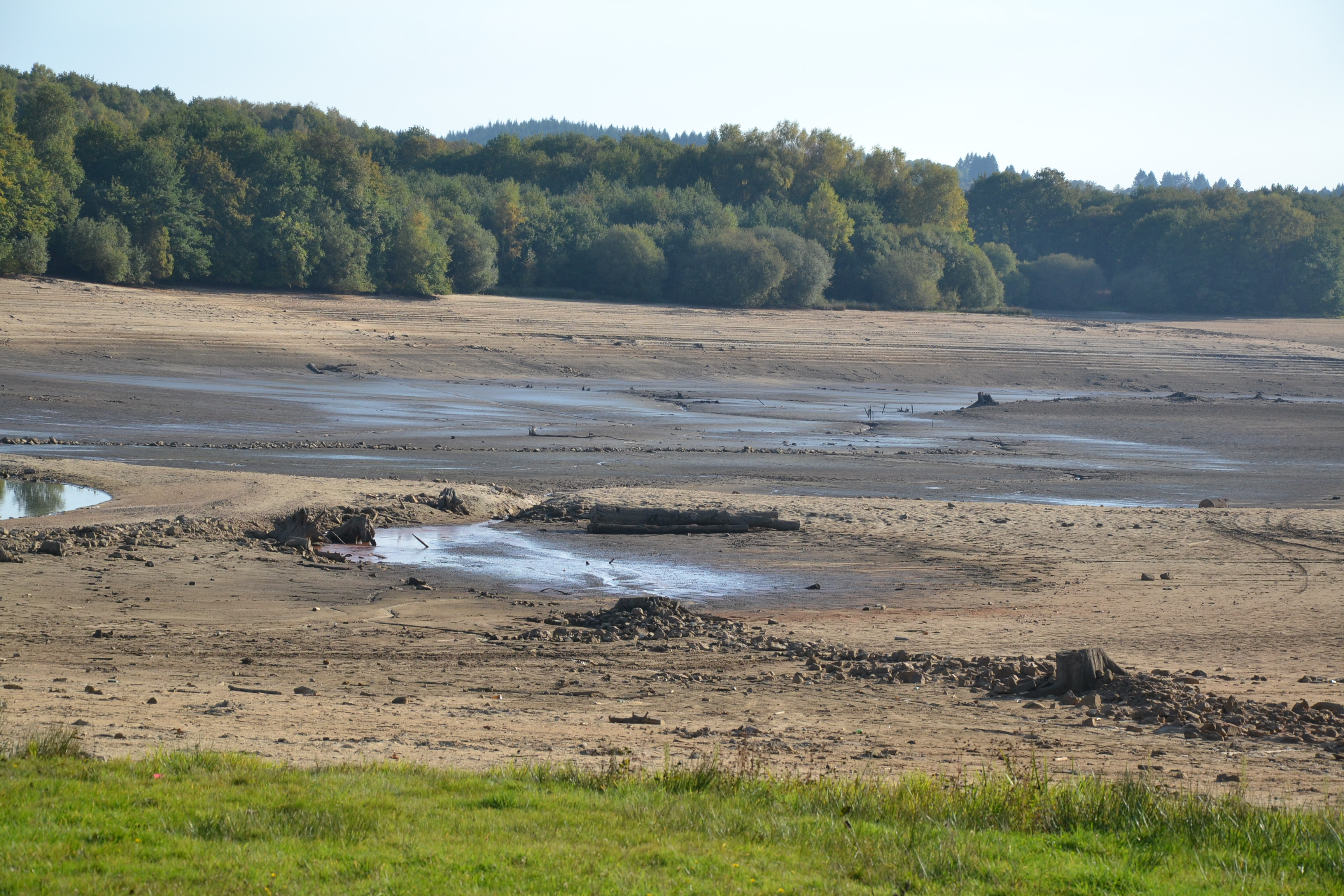
Le lac de Saint-Pardoux, lors de sa vidange décennale de 2017.

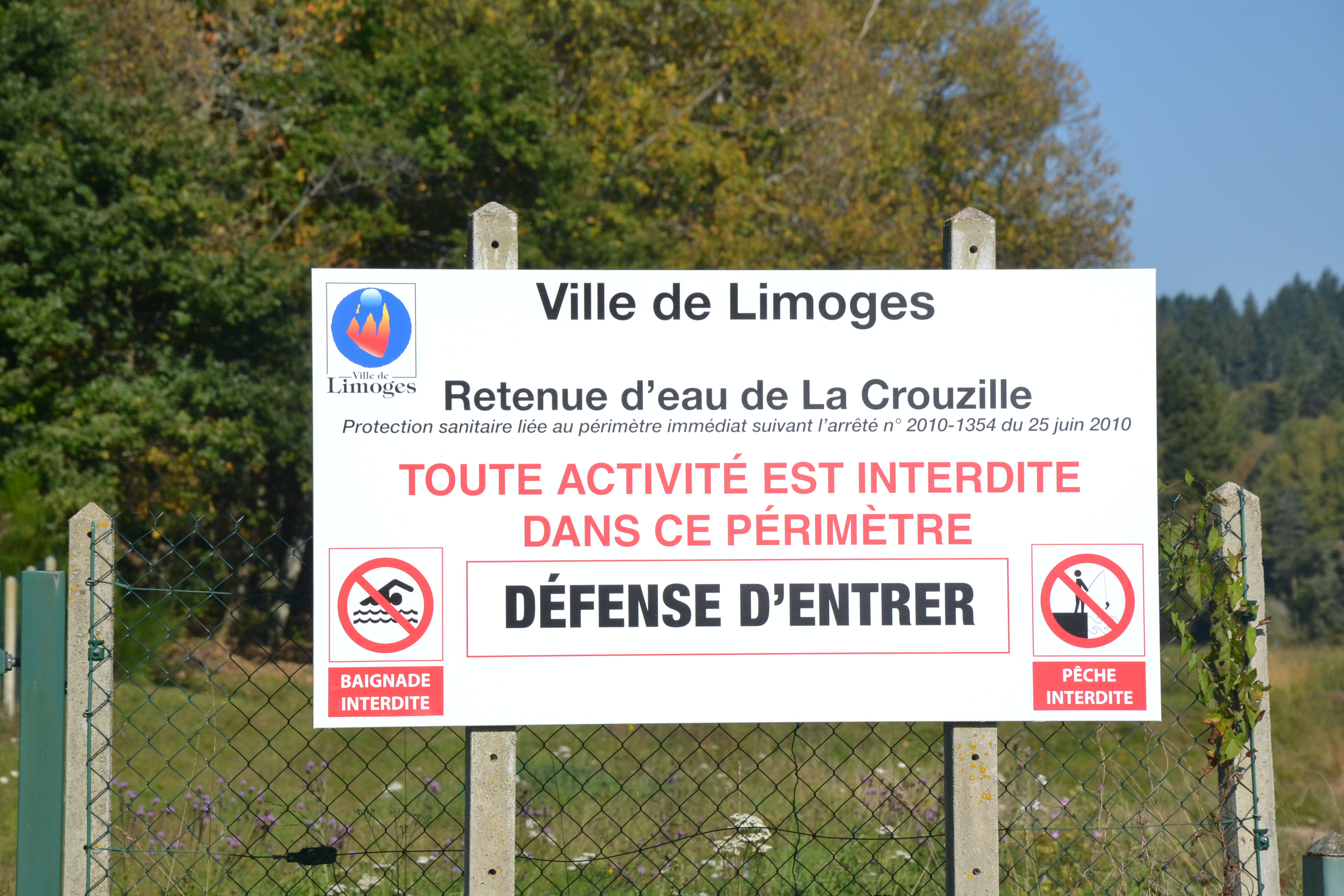
L'étang de la Crouzille, réserve d'eau potable de la ville de Limoges, proche des sites miniers.

L'activité uranifère est génératrice de nombreux déchets, susceptibles de créer d'importantes pollutions. 
Dès 1976, l'Association de protection des monts d'Ambazac, présidée par le riverain Christian Pénicaud, entreprend des mesures de la radioactivité au niveau de la mine des Vieilles Sagnes. La même année, un attentat à la bombe est commis sur le site minier de Margnac, revendiqué par un collectif éphémère, le « Commando d’opposition par l’explosif à l’autodestruction de l’Univers ». 
En 1980, une manifestation se tient au lieu-dit La Barre, près de Saint-Sylvestre, mais les motivations tiennent avant tout aux craintes quant à la baisse de la ressource en eau. Dans les années suivantes, les rassemblements écologistes se reproduisent : marche silencieuse en faveur de la transparence, au Longy en Corrèze en 1981, rassemblement autour de machines de sondage la même année à Saint-Augustin. La fragilisation des bâtiments liée aux tirs d'explosifs et l'appropriation par la COGEMA des parcelles agricoles sont présentes dans les motifs de mobilisation dès la toute fin des années 1970, mais la question du risque environnemental et sanitaire apparaît déjà, notamment autour de l'impact supposé sur les réserves d'eau potable de la ville de Limoges. En 1979, la mairie de Razès est occupée par des manifestants brandissant des banderoles comportant les mentions : « Les montagnes de stériles mutilent notre paysage, nous sommes inquiets de ces rejets. »
À partir de 1990, les associations locales sollicitent l'expertise de la Commission de recherche et d'information indépendantes sur la radioactivité (CRIIRAD) pour évaluer l'impact radiologique des mines. En 1991, la CRIIRAD met en évidence la sous-évaluation de la radioactivité en Haute-Vienne. L'attribution d'une pollution importante liée aux dépôts de l'usine du Bouchet suscite la controverse. Après saisie des autorités, le Conseil d'État rend un avis le 11 décembre 1991, dans lequel il exonère l'administration de tout contrôle sur les produits radioactifs autres que l'uranium, alors que la CRIIRAD estime qu'il existe plusieurs produits potentiellement dangereux. En 1992, le conseil régional du Limousin et le conseil général de la Haute-Vienne s'associent pour confier la réalisation d'une expertise aux scientifiques de la CRIIRAD, lesquels obtiennent l'accès aux sites de la COGEMA. Ce travail aboutit à la publication d'un rapport en 1994, qui rend compte de mauvaises conditions de stockage de résidus, de grandes insuffisances dans le traitement des eaux issues des mines et la contamination des cours d'eau et écosystèmes. De 1994 à 1997, la COGEMA procède à ses propres études, aboutissant à des conclusions différentes de celles de la CRIIRAD, estimant que les valeurs mesurées à proximité des sites sont conformes aux normes. À la même époque, entre 1991 et 1993, trois rapports nationaux (Desgraupes, Le Méaut, Barthélemy) mettent en lumière la problématique des déchets nucléaires. La réalisation du documentaire Uranium en Limousin par le journaliste Thierry Lamireau en 1995, puis la publication en 1997 par Christian Pénicaud de Le Cri de la terre : plaidoyer pour une enquête sur l'ancienne mine d'uranium des Vieilles Sagnes en Limousin, contribuent à rendre visible le sujet.
En 1998, la révélation de contaminations dans les sédiments du lac de Saint-Pardoux, situé en aval des mines, et du ruisseau émissaire de l'ancienne mine du Puy-de-l'Âge, relance la polémique. En 1999, la Cogema est attaquée en justice par l'association Sources et rivières du Limousin pour abandon de déchets et pollution des eaux. France Nature Environnement s'associe à la plainte en 2002. Le 30 août 2002, la COGEMA est mise en examen pour « pollution, abandon et dépôts de déchets ». Après que le procureur de la République de Limoges a requis un non-lieu au bénéfice de l'exploitant en 2003, en dépit d'une ordonnance de renvoi du magistrat instructeur, la COGEMA est effectivement relaxée en appel en 2005, en raison d'une loi imprécise,.
En 2006-2007, un curage des boues radioactives du lac de Saint-Pardoux est réalisé par Areva ; alimenté entre autres par le Ritord, ruisseau qui traverse plusieurs anciennes mines, le lac était contaminé par le cours d'eau, et les boues stockées à Bessines-sur-Gartempe. En dépit de prélèvements encore légèrement radioactifs effectués en 2016, la situation semble s'être améliorée,.
En 2005, compte tenu de ces risques, en raison de fortes suspicions de dégradation de l'environnement et d'absence de débat public lié à ce passé, le gouvernement met en place un Groupement d'expertise pluraliste (GEP) sur les anciens sites miniers,, présidé jusqu'en 2007 par Annie Sugier, puis par Robert Guillaumont. Chargé d'apporter un éclairage extérieur à l'administration et à l'exploitant en matière de gestion des sites, de leur impact sur l'environnement et la population et sur l'information à produire, il rend ses conclusions en 2010 à Jean-Louis Borloo, ministre du Développement durable, et André-Claude Lacoste, président de l'Autorité de sûreté nucléaire, et préconise certains impératifs de gestion des sites, à travers six axes de progrès et quinze recommandations.
En janvier 2009, l'Institut de radioprotection et de sûreté nucléaire met en ligne la base Mimausa, qui recense et localise les anciens sites miniers. Quelques jours plus tard, le 11 février 2009, le reportage Uranium, le scandale de la France contaminée, diffusé dans l'émission télévisée de France 3 Pièces à conviction met en cause la gestion de ces sites, leur accès libre récurrent et le manque de transparence qui entourerait notamment la qualité de l'eau potable de Limoges, dont une des réserves est l'étang de la Crouzille, situé à proximité d'anciennes mines. La même année, des riverains et des militants associatifs se rendent sur le site d'Hyverneresse, en Creuse et y mesurent un taux de radioactivité quinze fois supérieur à celui normalement observé aux alentours. Plus généralement, il est reproché à Areva de ne pas communiquer suffisamment clairement sur le passif des anciens sites miniers, et l'évocation du sujet par les anciens mineurs, les riverains et les responsables politiques demeure encore taboue.
Le 22 juillet 2009, le ministère de l'Écologie émet une circulaire relative à la gestion des anciennes mines, visant à renforcer le contrôle, la connaissance et l'information, comprenant un plan d'actions (renforcement de la surveillance, recensement des dépôts de stériles, généralisation des comités d'information et de suivi dans les zones non pourvues…). Pour Philippe Brunet, Sophie Bretesché et Marie Ponnet, ce texte apparaît comme une conséquence directe de la relaxe d'Areva en 2005, et de la diffusion du reportage de Pièces à conviction quelques mois plus tôt,.
En 2010, AREVA lance une opération d'inventaire des zones de stériles miniers par reconnaissance aérienne. 16 communes de Corrèze, 16 en Creuse et 15 en Haute-Vienne font l'objet d'un livret consultable par le public et mis en ligne par la DREAL.
En 2011, la DREAL du Limousin fait état, parmi les prélèvements réalisés à sa demande sur certains sites par l'IRSN, de plusieurs mesures appelant un renforcement de la surveillance (notamment sur les sites de Bellezane en Haute-Vienne, de la Besse en Corrèze et d'Hyverneresse en Creuse), et demande à Areva de procéder à une « réduction de la pollution à la source ».
En 2017, une mobilisation se met en place en Creuse, à l'annonce d'un projet de stockage de déchets faiblement radioactifs dans l'ancienne mine du Vignaud, à Anzême,. En dépit du blocage d'un camion d'AREVA, de l'activisme de collectifs locaux et de l'opposition de plusieurs municipalités, le dépôt est effectué.

#### Impact sanitaire
En 2012, deux études, l'une pilotée par le laboratoire de géographie physique et environnementale de l'université de Limoges, l'autre par le Groupement d'expertise pluraliste sur les sites miniers du Limousin, mettent en évidence une sur-incidence de cancers autour de la vallée de la Gartempe, le secteur où se localisent la plupart des anciens sites miniers uranifères. Ces résultats ont incité l'Agence régionale de santé à lancer une enquête épidémiologique,. Les conclusions de l'enquête, rendues en 2019, ne permettent pas de « [mettre] en évidence d'excès de cancer dans la période 2003-2010 au niveau des zones identifiées comme à risque d'exposition aux anciennes activités minières d'uranium. »
En 2014, les habitants d'une maison de Bessines-sur-Gartempe, ancienne station-service construite dans les années 1960, sont brutalement expulsés de leur domicile sur décision d'Areva, après que l'État se soit aperçu que le bâtiment était établi sur des résidus de traitement de minerai d’uranium fortement radioactifs. La forte présence de radon est constatée. Plusieurs enfants ont fréquenté cette maison, habitée par une assistante maternelle, conduisant les autorités à mener une série de tests sur les populations concernées.
Les désaccords sur les méthodes de mesure, les critères pour évaluer la sûreté des sites, et le fait que l'évalué puisse décider quels seront les critères d'évaluation suscite la critique de certaines associations, de la CRIIRAD et l'incompréhension d'élus.

## Valorisation
Le devenir des sites pose un certain nombre de questions liées aux mémoires variées voire divergentes de l'activité : souci d'oubli, volonté de baliser le risque, fierté ou honte, difficulté d'appréhender un risque invisible…

### Poursuite des activités nucléaires
Le site de Bessines-sur-Gartempe continue d'accueillir des activités liées au secteur nucléaire. En 2018, environ 140 personnes sont employées dans ce domaine.
En 2014, Areva annonce engager un investissement visant à la création d'un « super laboratoire », baptisé Mining Innovation Center, destiné à la recherche sur l'uranium, employant 80 personnes, pour remplacer le Service d'études de procédés et d'analyses créé dans les années 1980. Cette nouvelle unité doit fournir des données à Areva dans le conseil des clients internationaux confrontés à la fermeture de sites miniers ou désireux d'en ouvrir de nouveaux.
Il existe également sur place un laboratoire de recherche médicale et pharmaceutique, rattaché à Orano Med. Lancé en 2010, et opérationnel à partir de 2013, le centre Maurice-Tubiana conduit des travaux sur les propriétés du plomb 212, un isotope ayant la propriété de cibler certaines cellules cancéreuses, produit à partir du thorium. Les recherches sont menées en lien avec le laboratoire CRIBL1 de l'Université de Limoges et le Centre hospitalier universitaire de Limoges, dans le cadre du Consortium pour des Applications en Radio Alpha Thérapie (CARAT). Le laboratoire de Bessines est agrandi en 2021, afin de dépasser la phase pré-industrielle et envisager une mise sur le marché dans la deuxième moitié de la décennie 2020,.

### Usage des sites
L'accès à un certain nombre de sites miniers demeure interdit. Plusieurs autres accueillent de nouvelles activités (site de plongée, zone d'activités, base de loisirs…). 

### Valorisation patrimoniale

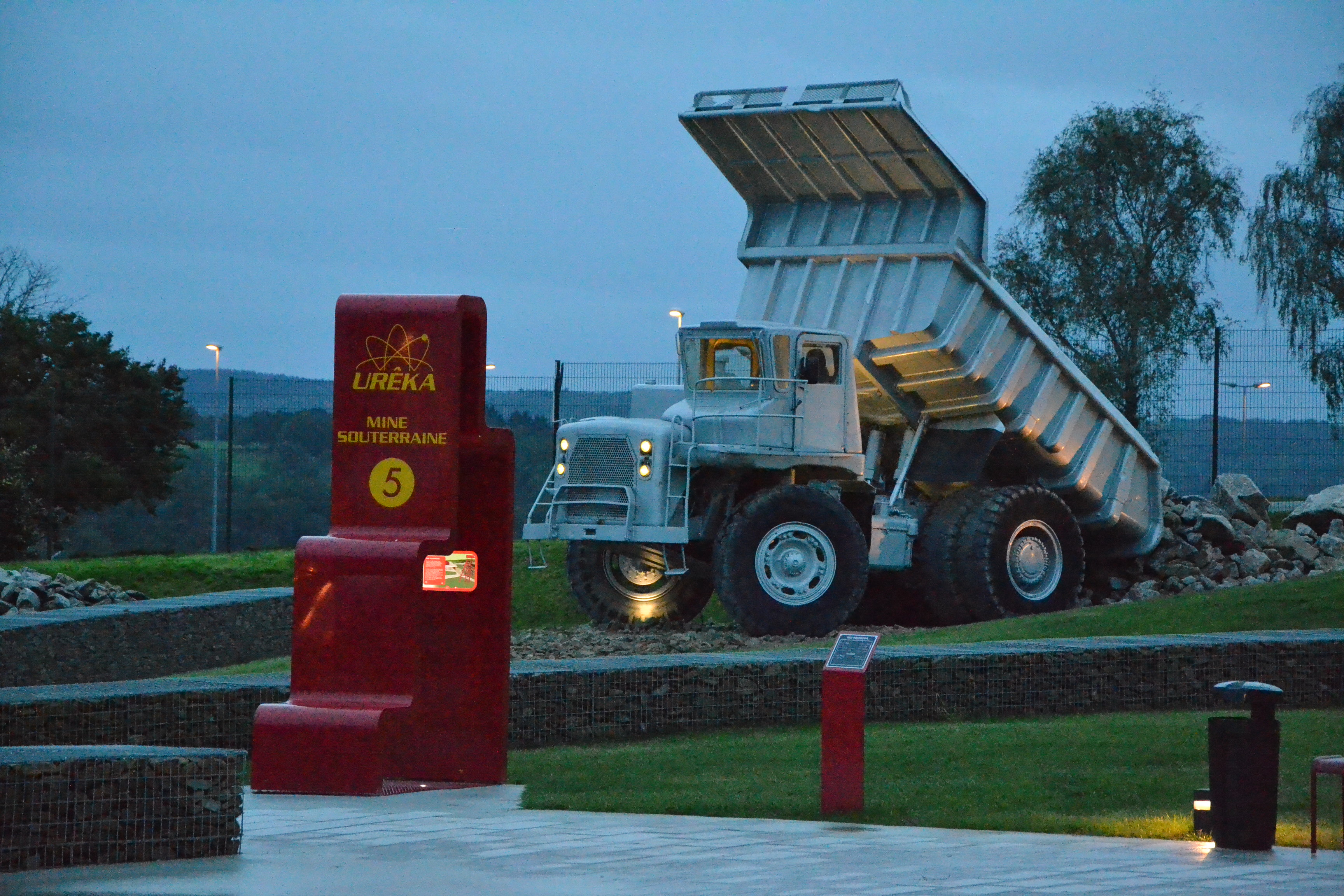
Entrée du musée Urêka.

La valorisation de l'histoire et de la mémoire de l'activité minière bénéficie depuis 2013 d'un musée, Urêka, édifié à l'initiative d'Areva, et localisé à Bessines-sur-Gartempe. Après un début d'exploitation difficile, le site est relancé en 2018 grâce à l'implication d'anciens mineurs, qui font visiter le site bénévolement. Son ouverture a suscité la critique d'associations écologistes, comme Les Amis de la Terre, qui a vu dans cette initiative une opération de greenwashing.
Le musée de minéralogie et de pétrographie d'Ambazac abrite également des collections de minéraux et du matériel liés à l'activité minière.
Les anciens sites miniers du district de la Crouzille figurent en outre à l'inventaire régional du patrimoine géologique.

## Liste des mines

### Haute-Vienne
L'extraction de l'uranium en Limousin se concentre principalement dans le département de la Haute-Vienne, en particulier dans le secteur exploité sous le nom de « division minière de la Crouzille ». Ce secteur rassemble une vingtaine de sites miniers, eux-mêmes initialement répartis sur quatre concessions, qui sont, du nord au sud, :
- Lacour (1 site minier),
- Gartempe (10 sites miniers),
- Saint-Sylvestre (11 sites miniers),
- Lavaud (1 site minier).

Après la période active, au moment où est réalisé l'inventaire des anciens sites miniers, ces implantations sont réparties en quatre « zones minières » : Benaize, Lacour, Gartempe et Crouzille.

#### Zone minière de la Benaize
Travaux d'extraction :
- Cromac : La Cote Moreau (1959-1987), Piégut (1963-1985)
- Jouac : Le Bernardan (1977-2001)[37].
- Mailhac-sur-Benaize : Les Masgrimauds (1982-1986)
- Saint-Léger-Magnazeix : Les Loges (1958-1998)

#### Zone minière de Lacour
La zone minière de Lacour ne comprend qu'une seule mine :
- Saint-Sornin-Leulac : Montulat (1979-1983)

#### Zone minière de la Gartempe
Travaux d'extraction :

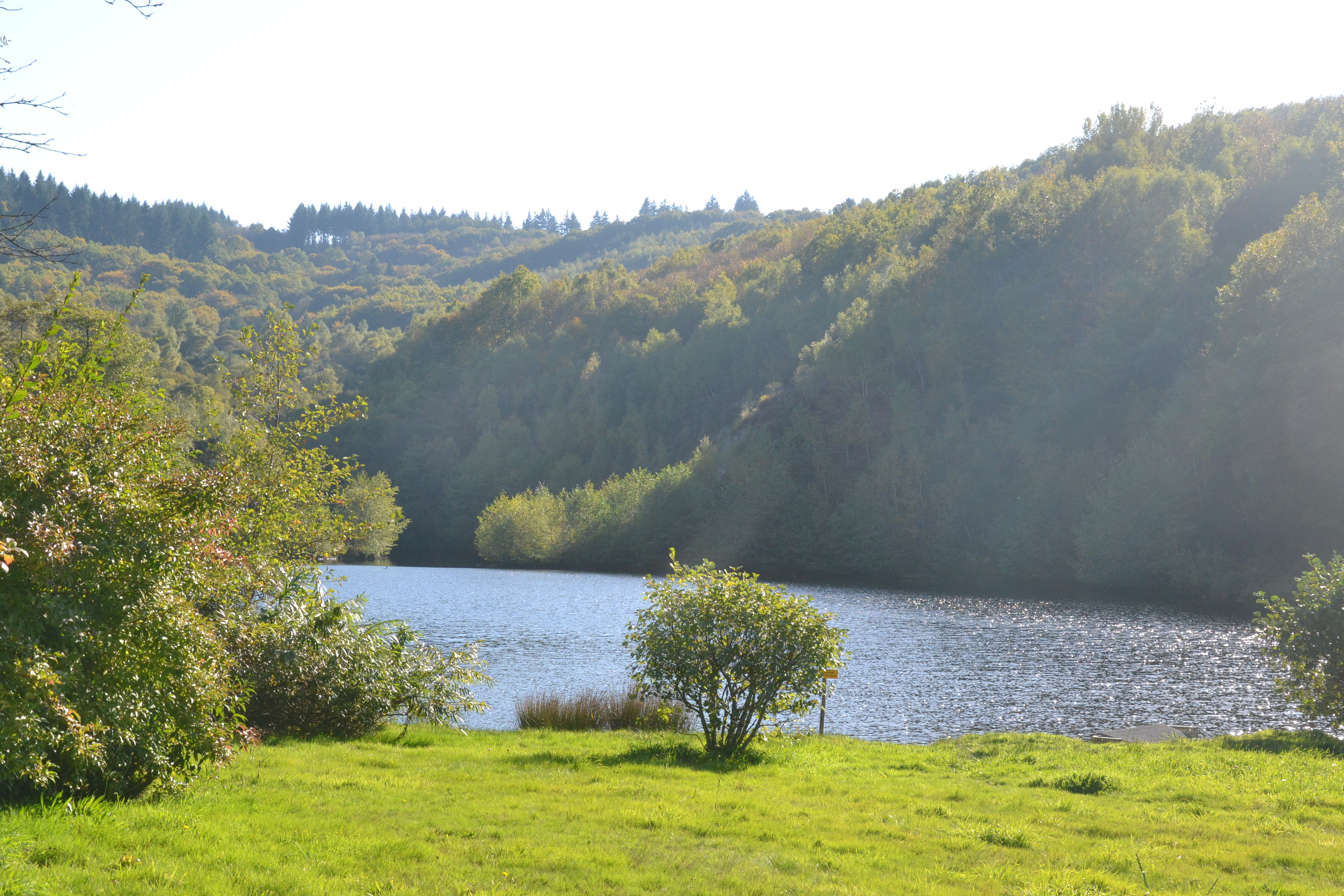
Site du puy de l'Âge à Bersac-sur-Rivalier.

- Bersac-sur-Rivalier : Puy de l'Âge (1977-1993)
- Bersac-sur-Rivalier et Bessines-sur-Gartempe : Bellezane (1975-1992)
- Bessines-sur-Gartempe : Montmassacrot (1976-1981), Les Petites Magnelles (1991-1992), Point 117 (1969-1994), Puy Teigneux (1990-1991), Site industriel de Bessines (1955-1972), La Traverse (1990-1991), Villard (1954-1973)
- Bessines-sur-Gartempe et Razès : Chanteloube (1964-1979)

#### Zone minière de la Crouzille
La zone minière de la Crouzille intègre principalement les sites des monts d'Ambazac, mais aussi deux sites excentrés, situés au nord et à l'ouest du département.
Travaux d'extraction :
- Bonnac-la-Côte : Bonnac-la-Côte (1979-1980)
- Compreignac : Bachellerie (1976), Margnac (1953-1995)[Note 1], Vénachat (1955-1995)
- Razès : Champour (1985-1986), Le Fraisse (1975-1990), Roudet (1949-1993), Santro (1983-1984)
- Razès et Saint-Sylvestre : Fanay (1951-1992)[Note 2]
- Saint-Léger-la-Montagne : Gorces Saignedresse (1977-1991)[Note 3]
- Saint-Sylvestre : Henriette (1949-1981)
- Sainte-Marie-de-Vaux : Le Dognon (1981)

Deux anciens sites miniers de la zone de la Crouzille exploités par la Cogema
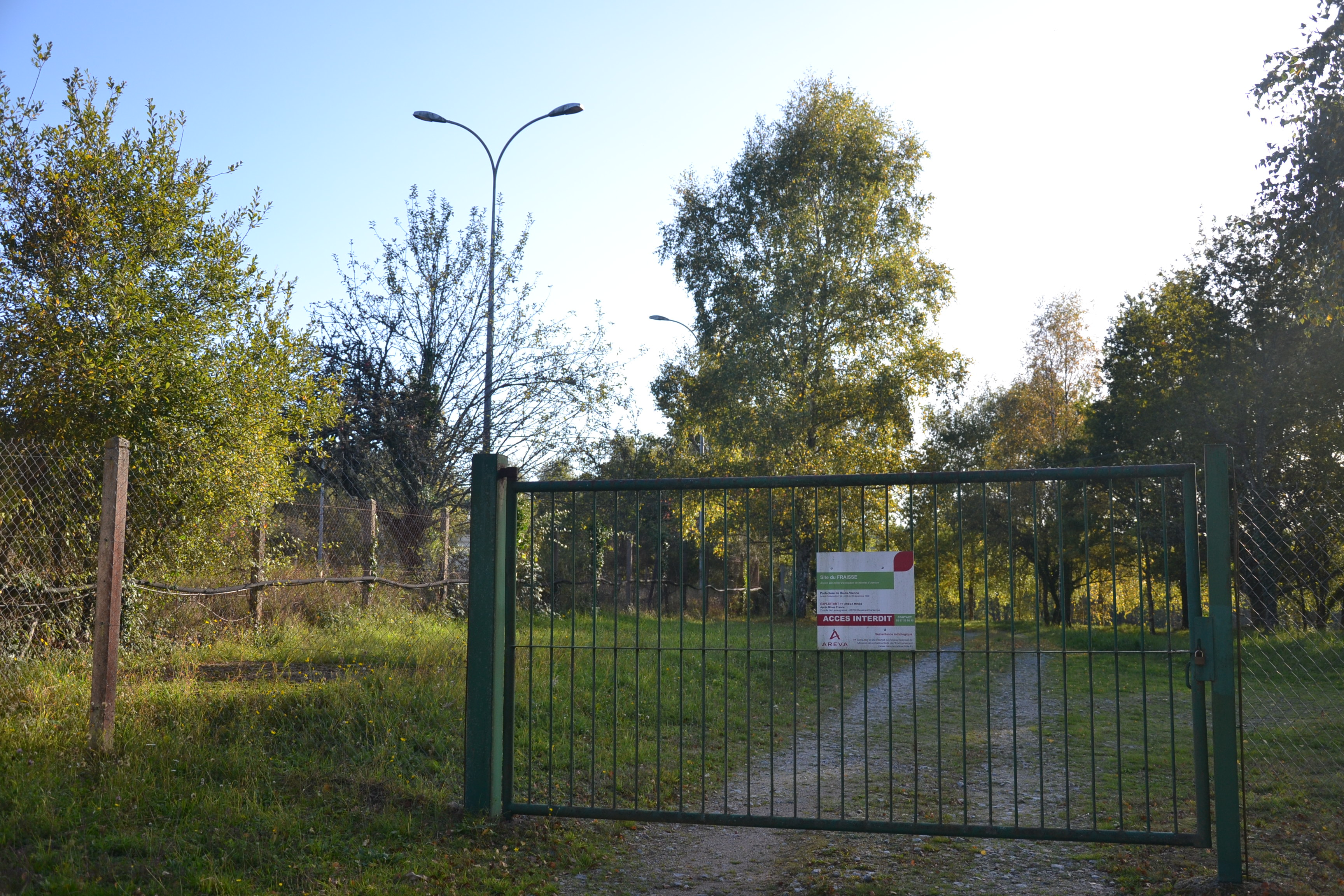
Site du Fraisse à Razès.
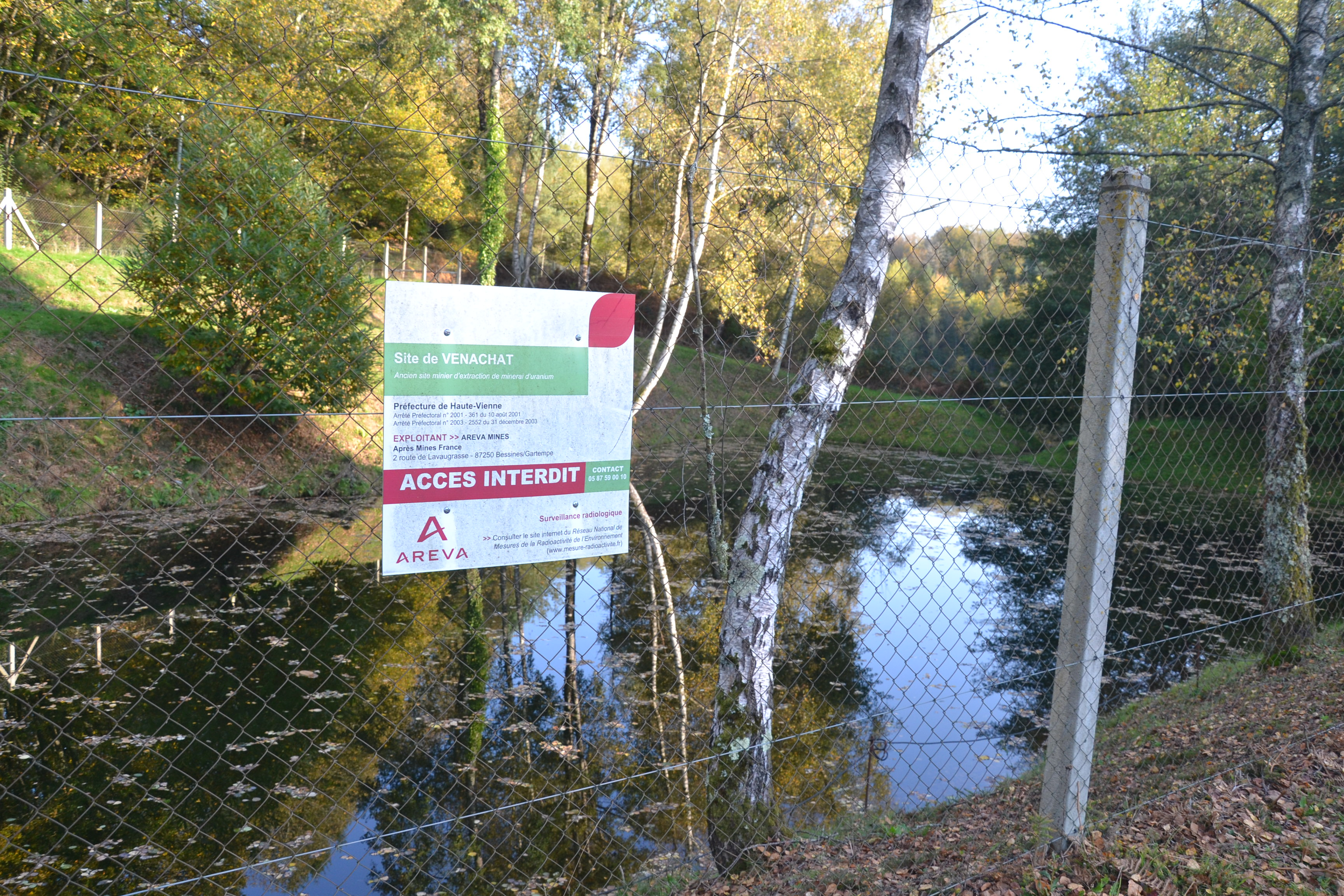
Site de Vénachat à Compreignac.

### Corrèze

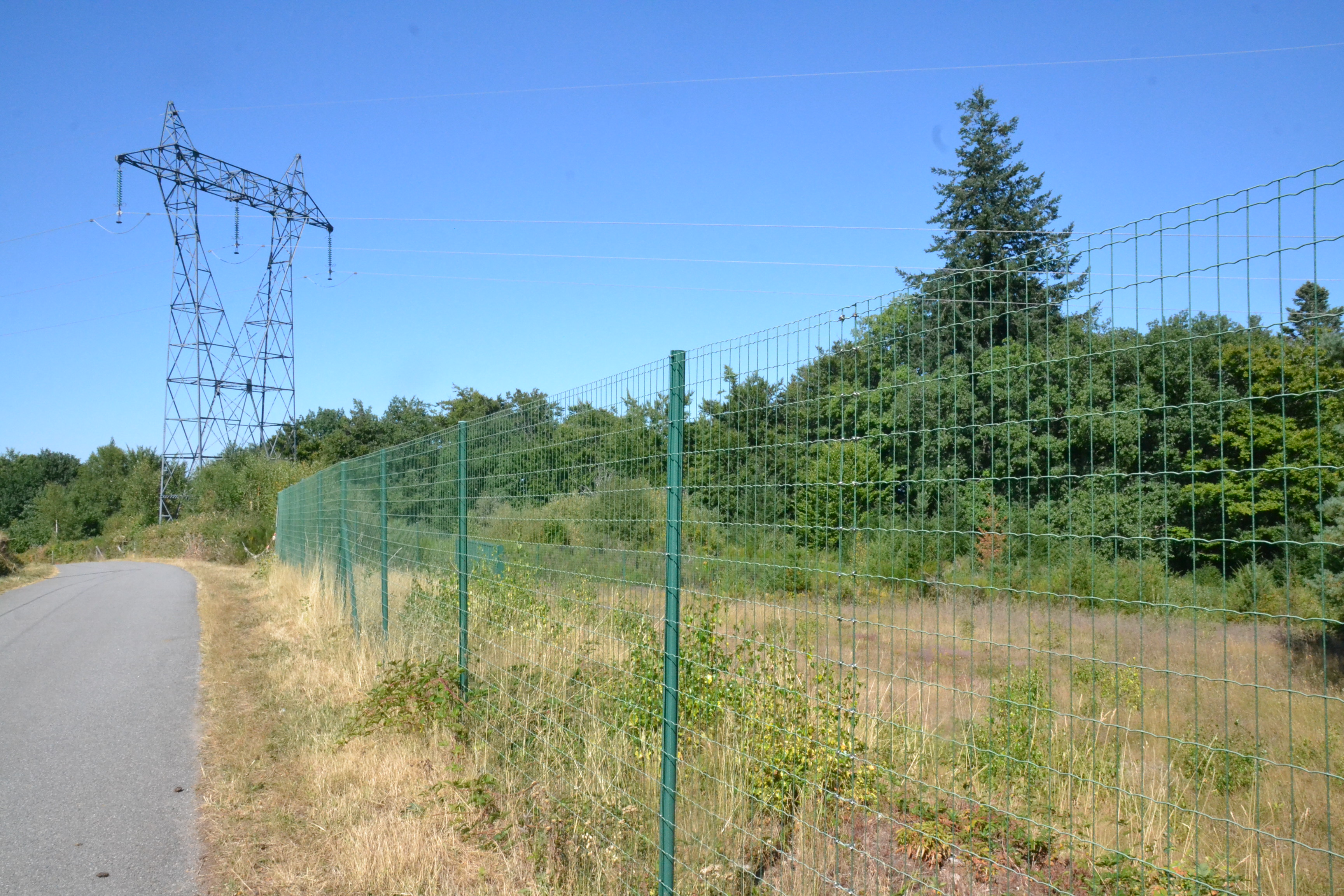
Ancienne mine du Longy, à Millevaches (Corrèze).

Dans l'inventaire des sites corréziens de 2007 sont identifiés :
Travaux d'extraction :
- Auriac et Saint-Julien-aux-Bois : La Besse[83] (1960-1993), Jaladys-Bas (1959-1981), La Porte (1982-1984).
- Darazac : Puits Marinie (1958-?)
- Davignac : Le Boucheron (1979-1989), FE5 NW (avant 1978)
- Millevaches : Le Longy (1976-1982)
- Saint-Augustin : La Bréjade (1958-1963)

Travaux de reconnaissance :
- La Chapelle-Spinasse : Le Châtaignier (1961)
- Darnets : La Barrière (1958-1961)
- Davignac : Jacquet (1960-1963)
- Égletons : La Vedrenne-Sud (1959-1961)
- Eyrein : Le Peuch (1964)
- Peyrelevade : Salamanière (?)
- Saint-Julien-aux-Bois : Galerie des Birottes (1979-1981)
- Ussel : Les Salles (1961)

### Creuse

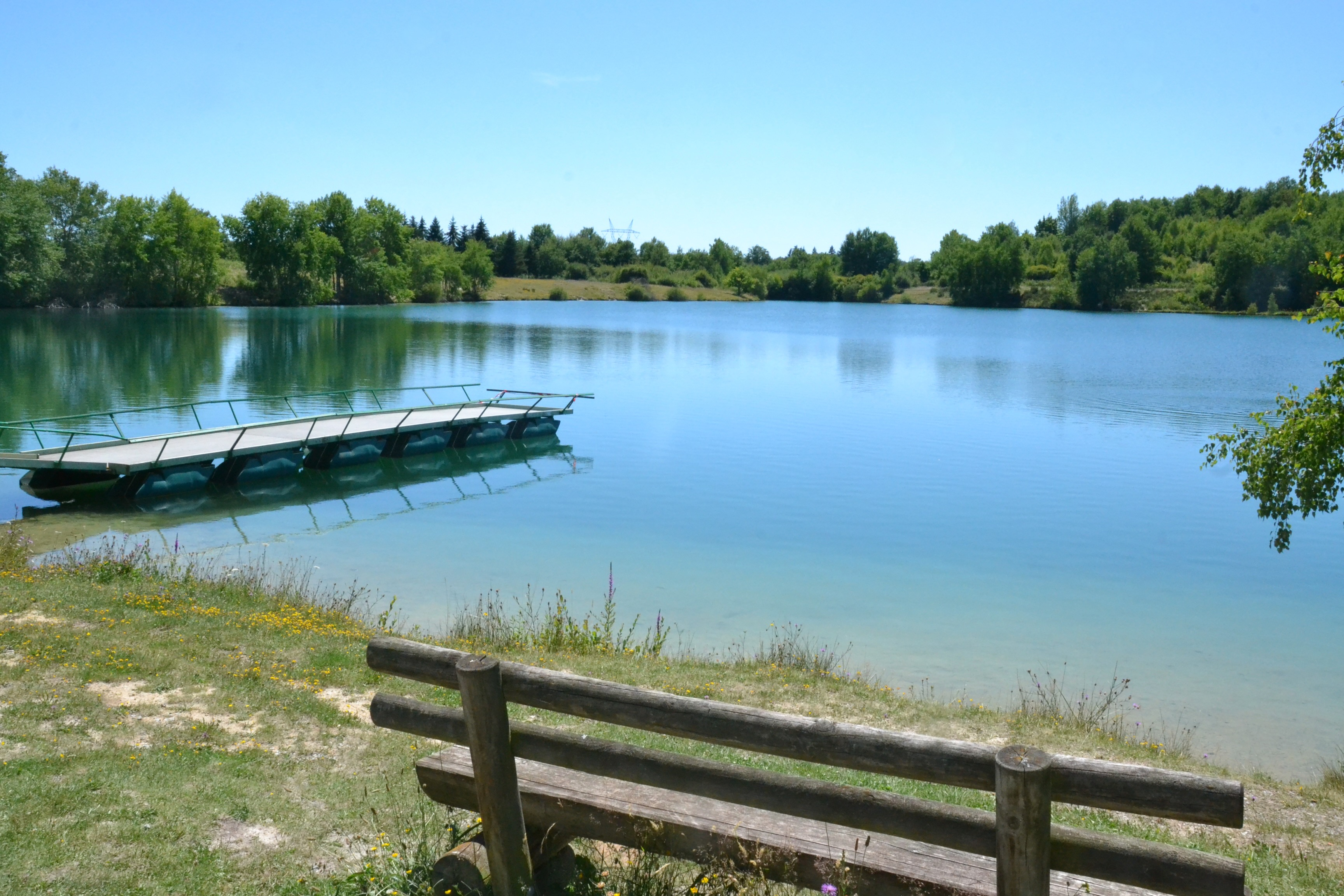
Le plan d'eau des Grands-Champs, ancienne mine à ciel ouvert à Gouzon (Creuse).

Dans l'inventaire des sites creusois de 2007 sont identifiés :
Travaux d'extraction :
- Anzême : Le Vignaud (1957-1962)
- Bonnat : Coussat (1954-1989)
- Bonnat : Le Monteil (1987-1988)
- Champsanglard : Le Villard (1956-1980)[85], Mas Roussine (1968-1982).
- Chéniers : Le Fournioux (1981-1983)
- Clugnat : Chaumaillat (1956-1982)
- Crozant : Crozant (1957-1961)
- Croze et Gioux : Hyverneresse (1970-1986)
- Gouzon : Les Grands Champs (1986-1988)[86].
- Domeyrat et Clugnat : La Ribière (1959-1984)
- Jouillat : Lombarteix (1958-1969)
- Roches : Montagaud (1957-1967)[87].
- Vareilles : Lafatvieille (1957-1965)

Travaux de reconnaissance :
- Châtelus-le-Marcheix : Le Grand Peux et Villepigue (1956-1961)
- Saint-Agnant-de-Versillat : La Cueillère (1957-1963)
- Vareilles : Basseneuil (1958-1963)

## L'uranium limousin dans les médias et la culture
L'émission C'est pas sorcier a tourné un numéro consacré à la radioactivité. Réalisé par Catherine Breton et diffusé pour la première fois le 10 janvier 1999, ce reportage est en partie réalisé en Limousin, où Fred (Frédéric Courant) effectue des mesures, ramasse des champignons, évoque les anciennes mines et étudie le radon.
Le romancier limousin Franck Linol utilise aussi l'histoire de l'uranium pour l'intrigue policière de Yellow Cake, paru en 2016.